# (13489) Dmitrienko
(13489) Dmitrienko (1982 UO6) – planetoida z grupy pasa głównego asteroid okrążająca Słońce w ciągu 5,24 lat w średniej odległości 3,01 j.a. Odkryta 20 października 1982 roku.